# Elektronentransferkatalyse
Die Elektronentransferkatalyse ist eine durch Elektronenübertragung bewirkte Form der Katalyse.

## Reaktionsmechanismus
Ein typisches Reaktionsschema der Elektronentransferkatalyse ist wie folgt:
{\displaystyle \mathrm {(1)\ A+\ e^{-}\ \longrightarrow \ A^{\cdot -}} }
{\displaystyle \mathrm {(2)\ A^{\cdot -}\ \longrightarrow \ B^{\cdot -}} }
{\displaystyle \mathrm {(3)\ B^{\cdot -}+\ A\ \longrightarrow \ A^{\cdot -}+\ B} }
Die Reaktion kann auch über Radikalkationen ablaufen.
Die radikalische-nukleophile Substitution (SRN1) von Halogenaromaten ist ein Beispiel für eine Elektronentransferkatalyse. Dabei wird ein Halogen durch ein Nukleophil über ein intermediäres freies Radikal ersetzt.
Als Nukleophile dienen Natriumamid, Alkoholate oder Enolate. Die Reaktion läuft über die folgenden Stufen ab:
Der Begriff Elektronentransferkatalyse wurde in Analogie zu Säure-Base-Katalyse eingeführt und suggeriert, dass sich das Elektron analog dem Proton verhält. Da das Elektron aber eher als Starter einer Kettenreaktion wirkt, wurde auch der Begriff der Elektronentransfer-induzierten Kettenreaktion vorgeschlagen.
Bei der Elektronentransferkatalyse unter Verwendung von metallorganischen Katalysatoren kommt es meist zum Wechsel der Oxidationsstufe des beteiligten Metalls.